# Üçkubbe, Oğuzeli
Üçkubbe là một xã thuộc huyện Oğuzeli, tỉnh Gaziantep, Thổ Nhĩ Kỳ. Dân số thời điểm năm 2011 là 104 người.